# قورخود (مانه و سملقان)
قله قورخود (به فارسی: ترسناک) نام یکی از قله‌های استان خراسان شمالی واقع در شهرستان مانه و سملقان روستای چمن‌بید است. ارتفاع این قله زیبا به۲۹۵۰ متر می‌رسد. همه ساله گردشگران وکوهنوردان زیادی به این قله صعودمی‌کنند. این قله  دارای گیاهان وجانوران بسیاری است، ازجمله قوچ، میش، خوک و پرندگان:کبک، عقاب، شاهین.
درختان تنومند ارس جلوه‌های ویژه‌ای را در هنگام کوهپیمایی خلق می‌کند. متأسفانه درسال‌های اخیر به دلیل چرای بی رویه دام‌های روستاهای اطراف این قله کم‌کم رو به نابودی است.
این قله را ۶ روستا احاطه کرده‌اند، از شمال روستای کاستان؛ از غرب روستای تاریخی اسپاخو؛ از شرق روستای تشی وروستای زرد و درقسمت جنوب که بخش وسیعی از این قله را شامل می‌شود، روستای چمن‌بید واقع شده‌است. روستای باشکلاته نیز در غرب چمن بید واقع شده‌است.